# Nagymágocs
Nagymágocs es un pueblo ubicado en el distrito de Szentes, en el condado de Csongrád-Csanád, Hungría.

## Superficie
Posee una superficie de 75,09 kilómetros cuadrados.

## Demografía
Hasta 2019 la población era de 2894 habitantes, con una densidad de población de 38,54 habitantes por kilómetro cuadrado.